# Корчано
Корчано (итал. Corciano) је насеље у Италији у округу Перуђа, региону Умбрија.
Према процени из 2011. у насељу је живело 806 становника. Насеље се налази на надморској висини од 395 м.

## Становништво
| 1936. | 1951. | 1961. | 1971. | 1981.  | 1991.  | 2001.  | 2011.  |
| ----- | ----- | ----- | ----- | ------ | ------ | ------ | ------ |
| 6.355 | 6.610 | 6.268 | 7.726 | 11.123 | 13.090 | 15.256 | 20.255 |